# Vòng loại Giải vô địch bóng đá châu Âu 2024 (Bảng H)
Bảng H của Vòng loại giải vô địch bóng đá châu Âu 2024 là một trong 10 bảng để quyết định đội sẽ vượt qua vòng loại cho vòng chung kết Giải vô địch bóng đá châu Âu 2024 diễn ra tại Đức. Bảng H bao gồm 6 đội: Đan Mạch, Phần Lan, Kazakhstan, Bắc Ireland, San Marino và Slovenia. Các đội tuyển sẽ thi đấu với nhau mỗi trận khác trên sân nhà và sân khách với thể thức đấu vòng tròn.
Hai đội tuyển đứng nhất và nhì bảng sẽ vượt qua vòng loại trực tiếp cho trận chung kết. Các đội tham gia vòng play-off sẽ được quyết định dựa trên thành tích của họ trong UEFA Nations League 2022–23.

## Bảng xếp hạng
| VT | Đội         | ST | T | H | B  | BT | BB | HS  | Đ  | Giành quyền tham dự                                                  |     | Đan Mạch | Slovenia | Phần Lan | Kazakhstan | Bắc Ireland | San Marino |
| -- | ----------- | -- | - | - | -- | -- | -- | --- | -- | -------------------------------------------------------------------- | --- | -------- | -------- | -------- | ---------- | ----------- | ---------- |
| 1  | Đan Mạch    | 10 | 7 | 1 | 2  | 19 | 10 | +9  | 22 | Giành quyền tham dự vòng chung kết                                   |     | —        | 2–1      | 3–1      | 3–1        | 1–0         | 4–0        |
| 2  | Slovenia    | 10 | 7 | 1 | 2  | 20 | 9  | +11 | 22 | Giành quyền tham dự vòng chung kết                                   |     | 1–1      | —        | 3–0      | 2–1        | 4–2         | 2–0        |
| 3  | Phần Lan    | 10 | 6 | 0 | 4  | 18 | 10 | +8  | 18 | Giành quyền vào vòng play-off, dựa vào thành tích của Nations League |     | 0–1      | 2–0      | —        | 1–2        | 4–0         | 6–0        |
| 4  | Kazakhstan  | 10 | 6 | 0 | 4  | 16 | 12 | +4  | 18 | Giành quyền vào vòng play-off, dựa vào thành tích của Nations League |     | 3–2      | 1–2      | 0–1      | —          | 1–0         | 3–1        |
| 5  | Bắc Ireland | 10 | 3 | 0 | 7  | 9  | 13 | −4  | 9  |                                                                      |     | 2–0      | 0–1      | 0–1      | 0–1        | —           | 3–0        |
| 6  | San Marino  | 10 | 0 | 0 | 10 | 3  | 31 | −28 | 0  |                                                                      | 1–2 | 0–4      | 1–2      | 0–3      | 0–2        | —           |            |

1. 1 2  Điểm đối đầu: Đan Mạch 4, Slovenia 1.
2. 1 2  Hiệu số bàn thắng bại trong tất cả các trận vòng bảng: Phần Lan +8, Kazakhstan +4.

## Các trận đấu

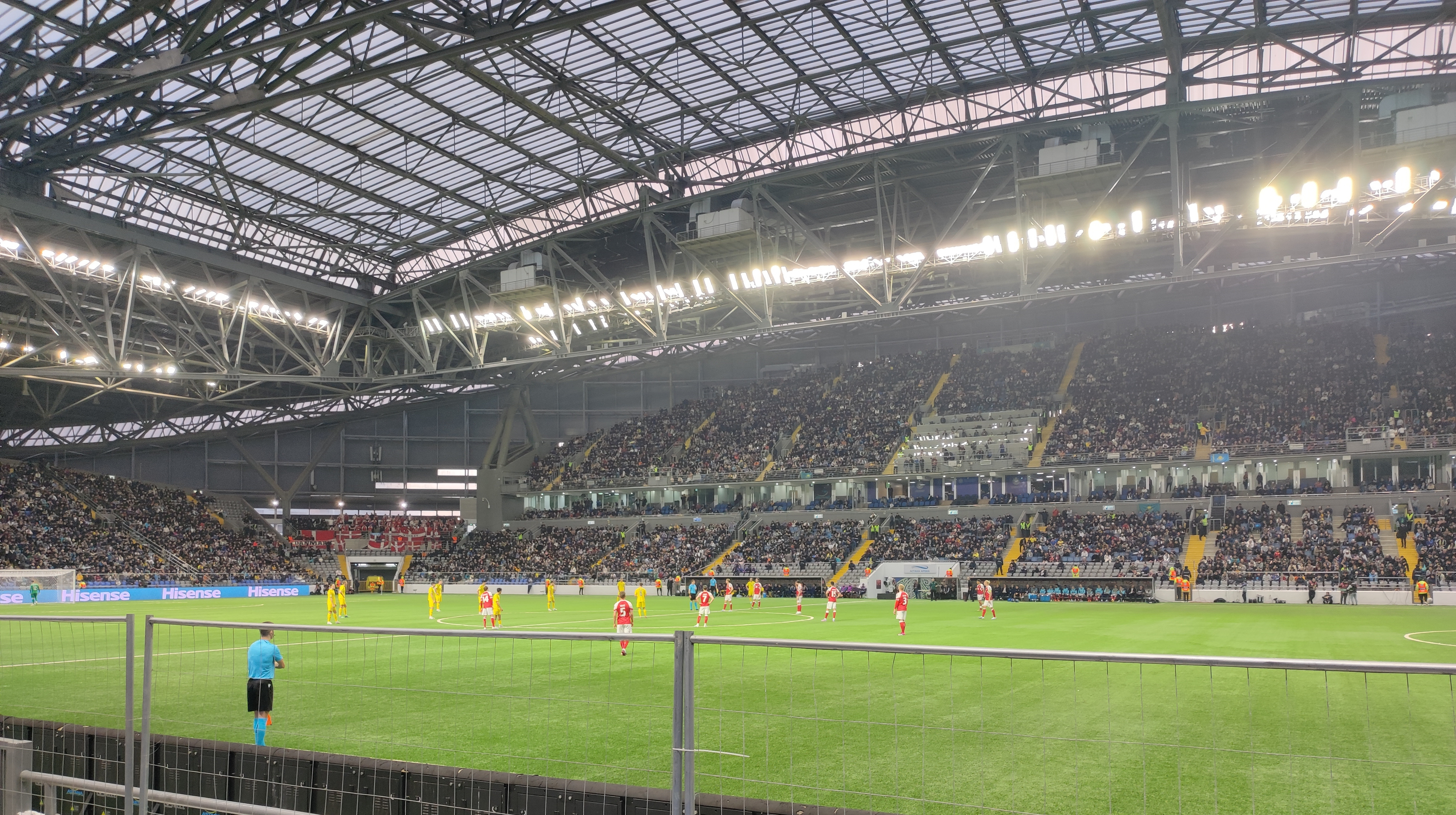
Trước trận đấu của Kazakhstan và Đan Mạch tại Astana Arena, Astana

Lịch thi đấu đã được xác nhận bởi UEFA vào ngày 10 tháng 10 năm 2022, sau lễ bốc thăm một ngày. Thời gian là CET/CEST, như được liệt kê bởi UEFA (giờ địa phương, nếu khác nhau, nằm trong dấu ngoặc đơn).
| Kazakhstan      | 1–2      | Slovenia                     |
| --------------- | -------- | ---------------------------- |
| - Samorodov 23' | Chi tiết | - Brekalo 47' - Vipotnik 78' |

| Đan Mạch                  | 3–1      | Phần Lan     |
| ------------------------- | -------- | ------------ |
| - Højlund 21', 82', 90+3' | Chi tiết | - Antman 53' |

| San Marino | 0–2      | Bắc Ireland           |
| ---------- | -------- | --------------------- |
|            | Chi tiết | - D. Charles 24', 55' |

| Kazakhstan                                                | 3–2      | Đan Mạch           |
| --------------------------------------------------------- | -------- | ------------------ |
| - Zaynutdinov 73' (ph.đ.) - Tagybergen 86' - Aymbetov 89' | Chi tiết | - Højlund 21', 35' |

| Slovenia                         | 2–0      | San Marino |
| -------------------------------- | -------- | ---------- |
| - Šeško 56' - Di Maio 60' (l.n.) | Chi tiết |            |

| Bắc Ireland | 0–1      | Phần Lan      |
| ----------- | -------- | ------------- |
|             | Chi tiết | - Källman 28' |

| Phần Lan                      | 2–0      | Slovenia |
| ----------------------------- | -------- | -------- |
| - Pohjanpalo 13' - Antman 64' | Chi tiết |          |

| Đan Mạch   | 1–0      | Bắc Ireland |
| ---------- | -------- | ----------- |
| - Wind 47' | Chi tiết |             |

| San Marino | 0–3      | Kazakhstan                                                    |
| ---------- | -------- | ------------------------------------------------------------- |
|            | Chi tiết | - Vorogovsky 37' - Tagybergen 64' (ph.đ.) - Zaynutdinov 90+5' |

| Phần Lan                                                      | 6–0      | San Marino |
| ------------------------------------------------------------- | -------- | ---------- |
| - Kamara 16' - Källman 39' - Håkans 65', 72', 74' - Pukki 76' | Chi tiết |            |

| Bắc Ireland | 0–1      | Kazakhstan     |
| ----------- | -------- | -------------- |
|             | Chi tiết | - Aymbetov 88' |

| Slovenia     | 1–1      | Đan Mạch      |
| ------------ | -------- | ------------- |
| - Šporar 25' | Chi tiết | - Højlund 42' |

| Kazakhstan | 0–1      | Phần Lan     |
| ---------- | -------- | ------------ |
|            | Chi tiết | - Antman 78' |

| Đan Mạch                                              | 4–0      | San Marino |
| ----------------------------------------------------- | -------- | ---------- |
| - Højbjerg 26' - Mæhle 28' - Wind 40' - Eriksen 90+3' | Chi tiết |            |

| Slovenia                                        | 4–2      | Bắc Ireland            |
| ----------------------------------------------- | -------- | ---------------------- |
| - Šporar 3', 56' - Evans 17' (l.n.) - Šeško 42' | Chi tiết | - Price 7' - Evans 53' |

| Kazakhstan      | 1–0      | Bắc Ireland |
| --------------- | -------- | ----------- |
| - Samorodov 27' | Chi tiết |             |

| Phần Lan | 0–1      | Đan Mạch       |
| -------- | -------- | -------------- |
|          | Chi tiết | - Højbjerg 86' |

| San Marino | 0–4      | Slovenia                                                |
| ---------- | -------- | ------------------------------------------------------- |
|            | Chi tiết | - Vipotnik 4' - Mlakar 16' - Lovrić 61' - Karničnik 67' |

| Bắc Ireland                               | 3–0      | San Marino |
| ----------------------------------------- | -------- | ---------- |
| - Smyth 5' - Magennis 11' - McMenamin 81' | Chi tiết |            |

| Slovenia                               | 3–0      | Phần Lan |
| -------------------------------------- | -------- | -------- |
| - Šeško 16' (ph.đ.), 28' - Janža 90+3' | Chi tiết |          |

| Đan Mạch                     | 3–1      | Kazakhstan       |
| ---------------------------- | -------- | ---------------- |
| - Wind 36' - Skov 45+1', 48' | Chi tiết | - Vorogovsky 58' |

| Phần Lan     | 1–2      | Kazakhstan                     |
| ------------ | -------- | ------------------------------ |
| - Taylor 28' | Chi tiết | - Zaynutdinov 77' (ph.đ.), 89' |

| Bắc Ireland | 0–1      | Slovenia   |
| ----------- | -------- | ---------- |
|             | Chi tiết | - Čerin 5' |

| San Marino      | 1–2      | Đan Mạch                    |
| --------------- | -------- | --------------------------- |
| - Golinucci 61' | Chi tiết | - Højlund 42' - Poulsen 70' |

| Kazakhstan                                    | 3–1      | San Marino      |
| --------------------------------------------- | -------- | --------------- |
| - Chesnokov 19', 51' - Aymbetov 90+2' (ph.đ.) | Chi tiết | - Franciosi 60' |

| Phần Lan                                                    | 4–0      | Bắc Ireland |
| ----------------------------------------------------------- | -------- | ----------- |
| - Pohjanpalo 42' (ph.đ.) - Håkans 48' - Pukki 73' - Lod 88' | Chi tiết |             |

| Đan Mạch                  | 2–1      | Slovenia    |
| ------------------------- | -------- | ----------- |
| - Mæhle 26' - Delaney 54' | Chi tiết | - Janža 30' |

| Bắc Ireland               | 2–0      | Đan Mạch |
| ------------------------- | -------- | -------- |
| - Price 60' - Charles 81' | Chi tiết |          |

| San Marino              | 1–2      | Phần Lan         |
| ----------------------- | -------- | ---------------- |
| - Berardi 90+7' (ph.đ.) | Chi tiết | - Soiri 50', 58' |

| Slovenia                         | 2–1      | Kazakhstan   |
| -------------------------------- | -------- | ------------ |
| - Šeško 41' (ph.đ.) - Verbić 86' | Chi tiết | - Orazov 48' |

## Cầu thủ ghi bàn
Đã có 85 bàn thắng ghi được trong 30 trận đấu, trung bình 2.83 bàn thắng mỗi trận đấu.
7 bàn
- Rasmus Højlund

5 bàn
- Benjamin Šeško

4 bàn
- Bakhtiyar Zaynutdinov
- Daniel Håkans

3 bàn
- Dion Charles
- Abat Aymbetov
- Oliver Antman
- Andraž Šporar
- Jonas Wind

2 bàn
- Isaac Price
- Islam Chesnokov
- Maksim Samorodov
- Askhat Tagybergen
- Yan Vorogovsky
- Benjamin Källman
- Joel Pohjanpalo
- Teemu Pukki
- Pyry Soiri
- Erik Janža
- Žan Vipotnik
- Pierre-Emile Højbjerg
- Joakim Mæhle
- Robert Skov

1 bàn
- Jonny Evans
- Josh Magennis
- Conor McMenamin
- Paul Smyth
- Ramazan Orazov
- Glen Kamara
- Robin Lod
- Robert Taylor
- Filippo Berardi
- Simone Franciosi
- Alessandro Golinucci
- David Brekalo
- Adam Gnezda Čerin
- Žan Karničnik
- Sandi Lovrić
- Jan Mlakar
- Benjamin Verbič
- Thomas Delaney
- Christian Eriksen
- Yussuf Poulsen

1 bàn phản lưới nhà
- Jonny Evans (trong trận gặp Slovenia)
- Roberto Di Maio (trong trận gặp Slovenia)

## Kỷ luật
Một cầu thủ sẽ bị đình chỉ tự động trong trận đấu tiếp theo cho các hành vi phạm lỗi sau đây:
- Nhận thẻ đỏ (thời gian treo giò có thể kéo dài nếu phạm lỗi nghiêm trọng)
- Nhận ba thẻ vàng trong ba trận đấu khác nhau, cũng như sau thẻ vàng thứ năm và bất kỳ thẻ vàng tiếp theo nào (việc treo thẻ vàng được chuyển tiếp đến vòng play-off, nhưng không phải là trận chung kết hoặc bất kỳ trận đấu quốc tế nào khác trong tương lai)

Các đình chỉ sau đây sẽ được thực hiện xuyên suốt các trận đấu vòng loại:
| Đội tuyển   | Cầu thủ          | Vi phạm | Đình chỉ                             |
| ----------- | ---------------- | --- | ------------------------------------ |
| Kazakhstan  | Nuraly Alip      | vs Azerbaijan tại UEFA Nations League 2022–23 (25 tháng 9 năm 2022)                                                 | vs Slovenia (23 tháng 3 năm 2023)    |
| Kazakhstan  | Abat Aymbetov    | vs Đan Mạch (26 tháng 3 năm 2023)                                                                                   | vs San Marino (16 tháng 6 năm 2023)  |
| Kazakhstan  | Maksim Samorodov | vs Finland (7 tháng 9 năm 2023) · vs Northern Ireland (10 tháng 9 năm 2023) · vs Finland (17 tháng 10 năm 2023)     | vs San Marino (17 tháng 11 năm 2023) |
| Kazakhstan  | Islambek Kuat    | vs San Marino (16 tháng 6 năm 2023) · vs Northern Ireland (10 tháng 9 năm 2023) · vs Finland (17 tháng 10 năm 2023) | vs San Marino (17 tháng 11 năm 2023) |
| Bắc Ireland | Paddy McNair     | vs Đan Mạch (16 tháng 6 năm 2023) · vs Kazakhstan (10 tháng 9 năm 2023) · vs San Marino (14 tháng 10 năm 2023)      | vs Slovenia (17 tháng 10 năm 2023)   |
| Bắc Ireland | Shea Charles     | vs Slovenia (17 tháng 10 năm 2023)                                                                                  | vs Finland (17 tháng 11 năm 2023)    |